# Ærværdighed
Ærværdighed er en forældet tiltaleform til danske præster. I engelsktalende lande bruger man stadig prædikatet The Reverend (Den ærværdige). 

## Danmark
Pastor er en udbredt tiltaleform til sognepræster og tidligere også til kapellaner og andenpræster. 
Tidligere blev sognepræster i købstæder tiltalt som ærværdigheder. Provster kunne tiltales som  ærværdigheder eller som højærværdigheder.
Biskopper, den kongelige konfessionarius, lederen af Pastoralseminariet, de teologiske dekaner og professorer kunne også tiltales som højærværdigheder.  
Der var ikke faste regler for brug af sideformen Deres velærværdighed.

## England
I Den anglikanske kirke findes de fem former af ærværdighed (The Reverend, The Very Reverend, The Venerable, The Right Reverend og The Most Reverend)

### Den ærværdige
Formen Den ærværdige (The Reverend) bruges om:
- Diakoner med variationerne: The Reverend, The Reverend Deacon og The Reverend Mr/Mrs/Miss.
- Præster med variationerne: The Reverend, The Reverend Father/Mother og The Reverend Mr/Mrs/Miss (oversættes som regel til pastor).
- Overhoveder for kvindelige religiøse ordner, der kan tiltales som The Reverend Mother.
- Kannikker, der kan tiltales som The Reverend Canon.

### Den velærværdige
Dekaner (leder ved en domkirke eller en Kollegiatkirke) tiltales som Den velærværdige (The Very Reverend). Den samme tiltale kan bruges til nogle provster. 

### Den ærværdige
Ærkedegne (Archdeacon) og nogle domprovster tiltales The Venerable (The Ven). Dette svarer til det latinske Venerabilis, der betyder den ærværdige.

### Den højærværdige
Biskopper tiltales som Den højærværdige (The Right Reverend).

### Den mest ærværdige
En Ærkebiskop og en primas tiltales som Den mest ærværdige (The Most Reverend). Det samme gælder for den anglikanske førstebiskop i Irland.  

## Andre kirkesamfund
På engelsk kan de forskellige former af Den ærværdige (The Reverend) også bruges om gejstlige, der er ansat i andre kirkesamfund end den anglikanske.   